# Nu uppbrottsstunden kommit
Nu uppbrottsstunden kommit är en ursprungligen finsk psalmtext av Vappu Hoppman-Ahvenainen 1869 i samlingen Matka-Lauluja. Översättning till svenska gjord av Elis Sjövall
Melodin komponerad av Joël Blomqvist.

## Publicerad i
- Sions Sånger 1981 som nr 56 under rubriken "Församlingen".